# Ранчич, Джулиана
Джулиа́на Ра́нчич (англ. Giuliana Rancic), в девичестве — ДеПа́нди (англ. DePandi; 17 августа 1974, Неаполь, Кампания, Италия) — американская журналистка, телеведущая, актриса, сценарист и продюсер.

## Личная жизнь
С 1 сентября 2007 года Джулиана замужем за телеведущим Биллом Ранчичем (род.1971). Весной 2010 года Ранчич начала пытаться забеременеть путём ЭКО, и у неё это получилось, но в сентябре этого же года было сообщено, что у неё случился выкидыш на 9-й неделе беременности. Джулиана вновь перенесла ЭКО в ноябре того же года, но процедура не привела к беременности. 23 апреля 2012 года стало известно, что некая суррогатная мать носит первенца супругов. Их сын, Эдвард Дьюк Ранчич, родился 29 августа 2012 года. 1 июня 2014 года пара сообщила, что суррогатная мать Дельфин ждала их второго ребёнка, но недавно у неё случился выкидыш, когда она была почти на 9-й неделе беременности.
17 октября 2011 года Джулиана призналась, что она больна раком молочной железы, и узнала о болезни во время подготовки к очередному курсу ЭКО.